# Richard Guillem
Richard Tyrone Guillem Zambrano (Portoviejo, 9 de agosto de 1942) es un ganadero y político ecuatoriano.

## Trayectoria política
Fue elegido prefecto provincial de Manabí en las elecciones seccionales de 1984. Un año antes de completar su periodo renunció al cargo, por lo que fue sucedido por el ingeniero Francisco Ponce Muñoz.
En las elecciones legislativas de 1988 fue elegido diputado nacional por el partido Izquierda Democrática para el periodo 1988-1992. En 1996 volvió a ser elegido diputado, esta vez en representación de la provincia de Manabí por el partido Democracia Popular.
En 2004 fue candidato a la alcaldía de Portoviejo por el Partido Sociedad Patriótica, pero fue derrotado por Patricia Briones, del Partido Social Cristiano.
En las elecciones legislativas de 2009 fue elegido asambleísta nacional en representación de la provincia de Manabí por Sociedad Patriótica. Durante su tiempo en la Asamblea se mostró como un férreo defensor de los intereses de su provincia, mencionándola en la mayoría de intervenciones que realizó ante el pleno.
A principios de 2013 anunció su retiro de la política luego de haber intentado infructuosamente ser reelegido como asambleísta en las elecciones legislativas del mismo año.